# Тормоз-замедлитель

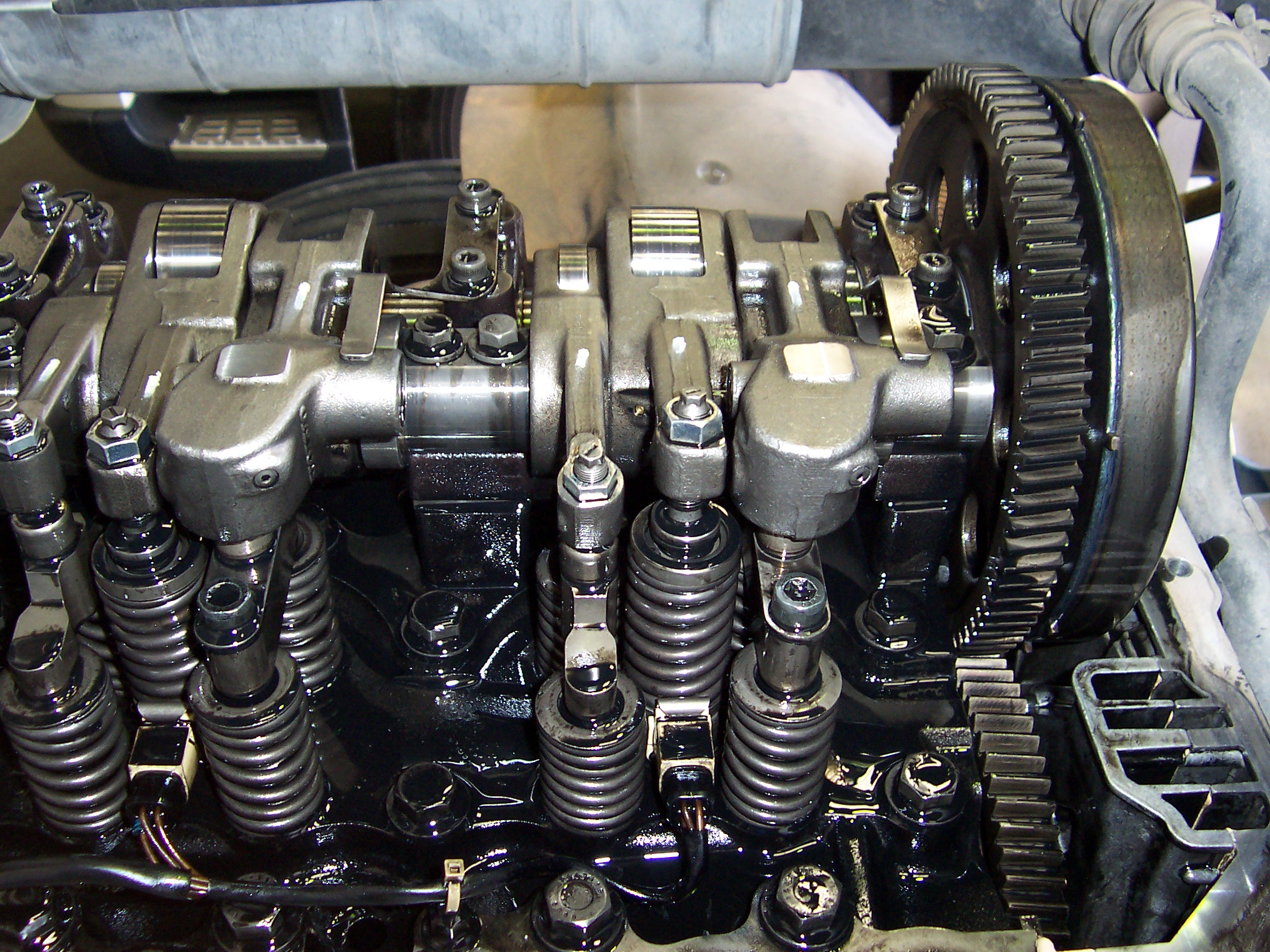
Головка блока цилиндров дизеля с электронными насос-форсунками и декомпрессионным тормозом

Тормоз-замедлитель, ретардер (англ. retarder), — устройство, предназначенное для снижения скорости транспортного средства без задействования основной тормозной системы. Использование тормоза-замедлителя необходимо для эксплуатации транспортных средств (преимущественно грузовых автомобилей и автобусов, а также поездов) в горных условиях на длительных спусках. Из большого количества схем чаще всего применяются электромагнитная и гидравлическая. Преимущество гидравлического тормоза-замедлителя — в стабильности тормозного усилия по мере повышения температуры, в то время как электродинамический ретардер способен выдавать большее тормозное усилие. Кроме того, существуют тормоза-замедлители, способные к рекуперации энергии при торможении с дальнейшим возвращением её при разгоне.
По месту установки выделяют первичные тормоза-замедлители — установленные на первичном валу коробки переключения передач или на валу двигателя, и вторичные — на вторичном валу КПП.
Интардер — трансмиссионный тормоз-замедлитель автобусов и среднетоннажных грузовиков европейской конструкторской школы; разработка немецкой компании ZF Friedrichshafen AG. По конструкции представляет собой тормоз-замедлитель (ретардер), встроенный (интегрированный — in) в коробку передач. Если ретардер объединен с коробкой передач, он называется интегрированным: фирма ZF даже ввела для него отдельное название — «интардер». Он соединяется со вторичным валом не напрямую, а через пару зубчатых колёс с передаточным отношением примерно 1:2, поэтому скорость вращения ротора здесь в два раза выше (что позволяет улучшить характеристики тормозного момента на малых скоростях).
Также к тормозу-замедлителю относят моторный тормоз, существует несколько его разновидностей. Самая старая конструкция — компрессионный тормоз, применяемый, в частности, на некоторых модификациях двигателей ЯМЗ-236 и 238 для грузовиков МАЗ, Урал, КрАЗ — заслонка в выпускном коллекторе, перекрывающая выход отработавших газов, что создаёт противодавление, тормозящее двигатель и автомобиль. Также при этом отсекается подача топлива в цилиндры. Оба действия выполняют пневмоцилиндры, включаемые педалью, стоящей под педалью сцепления.
Американский изобретатель Джекобс создал другой тип моторного тормоза — декомпрессионный тормоз, названный в его честь Jake brake и в том или ином виде перенятый производителями других стран. Суть Jake brake — в выпуске воздуха из цилиндра сразу после такта сжатия, таким образом воздух не используется для сжигания топлива, двигатель не производит полезной работы, а работает как компрессор. К примеру, на двигателе Detroit Diesel MBE 4000 (Mercedes-Benz OM 460 LA), стоящем на некоторых грузовиках Freightliner и других, для торможения каждый цилиндр имеет специальный маленький выпускной клапан, открываемый пневмоприводом. В двигателях Iveco Cursor декомпрессионный тормоз реализован иначе — рокеры (коромысла) выпускных клапанов сидят на эксцентриковом валу, а распредвал имеет по два кулачка на каждый выпускной клапан — высокий и низкий. При обычной работе двигателя клапанами управляют лишь высокие кулачки распредвала, а низкие за счёт зазоров не работают, при повороте эксцентрикового вала рокеры опускаются и низкие кулачки открывают выпускные клапаны после такта сжатия.